# 서울 삼청동 측백나무
서울 삼청동 측백나무(서울 三淸洞 측백나무)는 서울특별시 종로구 삼청동에 있는 측백나무이다. 1976년 8월 10일 대한민국의 천연기념물 제255호로 지정되었다.

## 개요
측백나무는 중국 및 한반도에 분포하고 있으며, 대한민국에는 단양, 달성, 안동, 영양 등지에서 자라고 있다. 자연상태에서는 절벽 바위에 뿌리를 내리고 숲을 이루는 경우가 많으며, 주변환경을 아름답게 하기 위해 주택과 마을 주변에 많이 심고 있다.
삼청동의 측백은 국무총리 공관 내에 있으며, 나이는 약 300살 정도로 추정되고 높이는 13.5m, 가슴높이의 둘레는 2.23m이다. 이 나무는 조선 후기 태화궁(현재 국무총리 공관)을 지을 때 궁안으로 옮겨 심은 것이다.
삼청동의 측백나무는 대한민국의 크고 오래된 측백나무들 중에서 그 크기가 가장 크며, 오랜 세월 동안 조상들의 관심속에 자란 역사 자료로서의 가치가 인정되어 천연기념물로 지정·보호하고 있다.

## 같이 보기
- 측백나무

## 참고 자료
- 서울 삼청동 측백나무 - 국가유산청 국가유산포털